# Anse Cochon River
Der Anse Cochon River (dt.: „Fluss der Schweinebucht“) ist ein Fluss an der Westküste der Karibikinsel St. Lucia.

## Geographie
Der Fluss entspringt im Zentrum der Insel im dünnbesiedelten Zentrum des Quarters Anse-la-Raye im Gebiet Chalon an den Nordhängen des Morne Parasol. Er verläuft nach Nordwesten und mündet in der Anse Cochon ins Karibische Meer. An seiner Mündung wurde ein Resort errichtet.